# دحل أبو التشت
دحل أبو التشت هو أحد الدحول الواقعة جنوب الصمان في السعودية.